# Ideia fixa (psicologia)
Em psicologia, uma idée fixe é uma preocupação da mente que se acredita ser firmemente resistente a qualquer tentativa de modificá-la, uma fixação. O nome se origina do francês idée fixe.

## Contexto
A introdução inicial do termo idée fixe, de acordo com o historiador intelectual Jan E. Goldstein, foi como um termo médico por volta de 1812 em conexão com a monomania. O psiquiatra francês Jean-Étienne Dominique Esquirol considerou uma idée fixe – em outras palavras, uma fixação doentia em um único objeto – como o principal sintoma da monomania. O termo idée fixe já havia vazado do discurso psiquiátrico para a linguagem literária antes de Hector Berlioz empregá-lo em um contexto musical em sua programática Symphonie fantastique (com o subtítulo Episódio na vida de um artista... ) de 1830 para denotar uma repetição melódica tema que faz referência à própria obsessão romântica do compositor pela atriz Harriet Smithson.
Como originalmente empregado no século XIX e início do século XX, idée fixe era "uma única patologia do intelecto", distinta da monomania, um termo mais amplo que incluía idée fixe, mas também uma gama mais ampla de patologias que não não derivam de "uma única ideia convincente ou de um excesso emocional". Uma segunda diferença é que a vítima de idée fixe foi entendida como inconsciente da irrealidade de seu estado de espírito, enquanto a vítima de monomania pode estar ciente. Naquela época, a idée fixe era discutida como uma forma de neurose ou monomania.
A ideia de monomania como uma categoria diagnóstica foi desenvolvida por Esquirol em sua obra Des Malades Mentales (1839) e foi acoplada à idée fixe de Wilhelm Griesinger (1845), que via "cada idée fixe [como] a expressão de uma profunda individualidade psíquica perturbada e provavelmente um indicador de uma forma incipiente de mania".
A "patologização" das convicções políticas foi usada para desacreditar os anarquistas políticos. A evolução histórica posterior da idée fixe foi muito emaranhada com a introdução de psicólogos em questões legais, como a defesa de insanidade, e é encontrada em vários textos.

## Desenvolvimento do conceito
O conceito de idées fixes foi ampliado e refinado por Emil Kraepelin (1904), Carl Wernicke (1906) e Karl Jaspers (1963), evoluindo para um conceito de ideias supervalorizadas. Uma ideia supervalorizada é uma crença falsa ou exagerada e sustentada que é mantida com intensidade muito menor que a delirante (ou seja, o indivíduo é capaz de reconhecer a possibilidade de que as ideias podem não ser verdadeiras).